# Jüdisches Museum der Schweiz

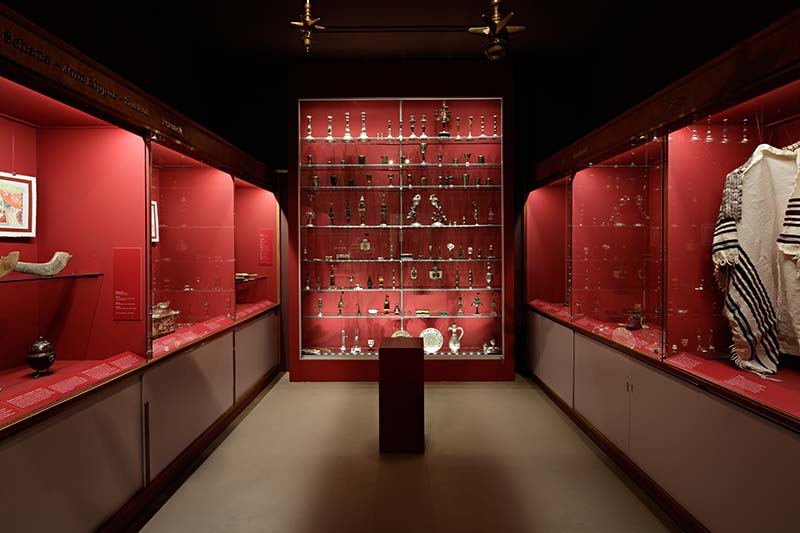
Raumansicht «Kult»

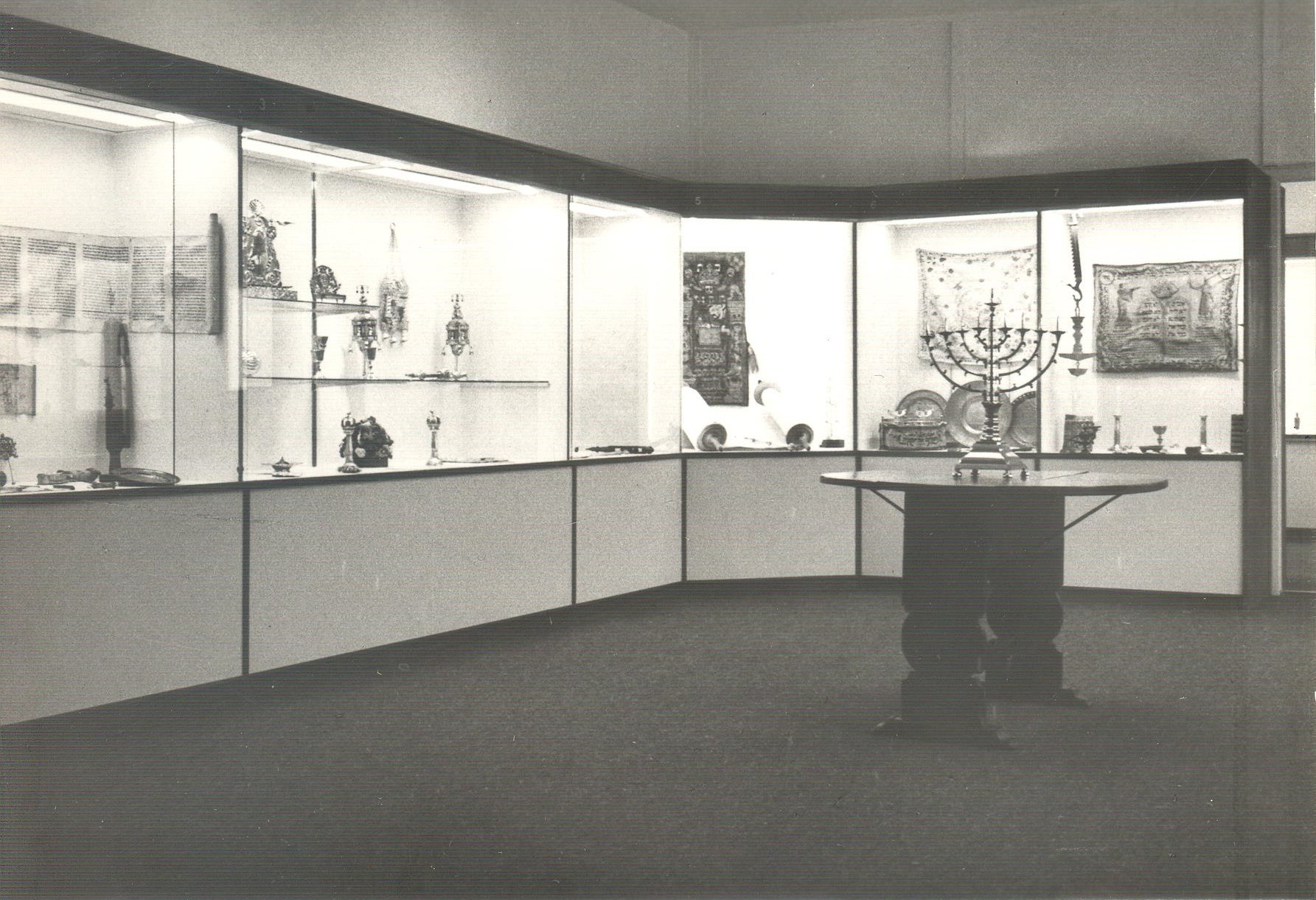
Raumansicht der Dauerausstellung im Jahr 1966, Jüdisches Museum der Schweiz

Das Jüdische Museum der Schweiz in Basel ist das nationale Museum für jüdische Religions- und Alltagsgeschichte der Schweiz. Mit seiner Gründung im Jahr 1966 war es das erste jüdische Museum im deutschsprachigen Bereich nach dem Zweiten Weltkrieg.
Das Museum vereint in seinen Ausstellungsräumen Objekte des Ritus, der Kunst und der Alltagskultur aus dem Judentum von der Zeit des Mittelalters bis in die Gegenwart.

## Geschichte
Das Jüdische Museum der Schweiz in Basel wurde 1966 als erstes jüdisches Museum im deutschsprachigen Bereich nach dem Zweiten Weltkrieg eröffnet. Die Initiative ging von Mitgliedern des jüdischen Vereins «Espérance» aus (eine chevra kadischa), die bei einem Besuch der Ausstellung «Monumenta Judaica» in Köln 1963/64 Ritualobjekte aus der Basler Judaica-Sammlung entdeckten. Sie entschieden, diese Gegenstände in einem geeigneten Raum in Basel auszustellen.
Bei der Eröffnung des Museums 1966 bestand das Jüdische Museum der Schweiz aus zwei Räumen an der Kornhausgasse 8, die der Innenarchitekt Christoph Bernoulli in einem «sachlichen» Stil ausbaute. Gründungsdirektorin war Katia Guth-Dreyfus, die das Museum über vier Jahrzehnte leitete. Im Jahr 2010 wurde sie von Gaby Knoch-Mund abgelöst. Im Jahr 2015 übernahm Naomi Lubrich die Leitung.
Seit dem 5. Mai 2025 ist das Museum
vorübergehend geschlossen. Es wird Ende 2025 in neuen Ausstellungsräumen in unmittelbarer Nähe zum Hauptsitz der Universität Basel am Petersplatz an der Vesalgasse 5 wieder eröffnet. Im Mittelalter befand sich auf dem Areal des heutigen Gebäudes der jüdische Friedhof Basels.

## Sammlung
Die ersten Gegenstände, die im Jüdischen Museum der Schweiz gezeigt wurden, stammen aus der Judaica-Sammlung des Schweizerischen Museums für Volkskunde (jetzt Museum der Kulturen Basel). In den folgenden Jahren wurde die Sammlung durch Objekte aus Basel und der Region Oberrhein, aus den beiden Surbtaler Judendörfern Endingen und Lengnau sowie aus der übrigen Schweiz und Europa erweitert. Besonders nennenswert sind die «Lengnauer Mappot», eine Sammlung von 218 Torawimpeln, die sich über fast drei Jahrhunderte erstreckt und damit die grösste zusammenhängende Mappot-Sammlung einer bekannten Gemeinschaft darstellt.
Inhaltliche Schwerpunkte sind Zeremonialobjekte aus Silber, reich bestickte Textilien aus dem 17. bis 20. Jahrhundert und Dokumente zur Kulturgeschichte der Juden in der Schweiz. Als historisch einzigartig gelten die monumentalen mittelalterlichen Grabsteine und die Basler hebräischen Drucke. Dokumente zu den Basler Zionistenkongressen und Originalbriefe von Theodor Herzl, dem Autor von «Der Judenstaat», zeigen Basel als Stadt und die Schweiz als Land, wo Weltpolitik gemacht wurde. Das Museum sammelt auch zeitgenössische Judaica, Kunst und Alltagsobjekte aus der Schweiz.
|  | Beschneidungsbank |
|  | Diese Beschneidungsbank wurde 1791 geschnitzt und 1973 in die Sammlung des Museums aufgenommen. Sie diente in der Synagoge für die Brit Mila und ist mit Worten aus dem ersten Buch Mose beschriftet: «Am Fleisch eurer Vorhaut müsst ihr euch beschneiden lassen. Das soll geschehen zum Zeichen des Bundes zwischen mir und euch. Alle männlichen Kinder bei euch müssen, sobald sie acht Tage alt sind, beschnitten werden (Genesis 17:11).» |
|  | Lichtdruck des ersten Zionistenkongresses |
|  | Mit dem Lichtdruckverfahren aus der Mitte des 19. Jahrhunderts war es relativ einfach, Hunderte von Fotografien auf einmal herzustellen. Dieser Lichtdruck zeigt die 162 Teilnehmer des Ersten Zionistenkongresses, der 1897 in Basel stattfand. Während die meisten Teilnehmer Männer waren, nahmen auch einige Frauen teil. Ihre Fotos befinden sich in der unteren Reihe. Frauen durften teilnehmen, aber nicht wählen. |
|  | Mappa aus Lengnau |
|  | Ein Torawimpel wird aus dem Stofftuch angefertigt, mit dem ein neugeborener Junge an seiner Brit Milah gewickelt wurde. Er verbindet die gemeinschaftliche Welt der Synagoge mit dem Leben des Einzelnen. Dieser gestickte Torawimpel aus grobem Leinen stammt aus dem Jahr 1744 und gehört zu den «Lengnauer Mappot». Die Inschrift lautet: «Samuel, Sohn des Meir, der geboren wurde unter einem guten Stern am Freitag, Schabbatabend, 2. Kislew 5505, möge er heranwachsen zur Torah, zur Chuppa und zu guten Taten, Amen Selah.» Eine Blumenvase ist mit buntem Garn auf dem Wimpel gestickt. Symbolisch steht sie für die Tora, die auch als Baum des Lebens gesehen wird. |
|  | Pass mit einem Judenstempel |
|  | Am 30. Dezember 1938 wurde der deutsche Pass von Agatha Süss mit «J» gestempelt, um sie als Jüdin zu kennzeichnen. Da ihre Tochter mit einem Schweizer verheiratet war, konnte sich die 63-Jährige ein Visum für die Schweiz beschaffen. Süss hat sich mit ihrem Schwiegersohn in Basel niedergelassen und konnte so dem Holocaust entfliehen. |
|  | Taschenuhr aus La Chaux-de-Fonds |
|  | Diese Taschenuhr aus Silber und Messing wurde 1901 von Jules Levy in La Chaux-de-Fonds hergestellt, wie aus der Inschrift zu lesen ist: «Jules Levy. Chaux-de-Fonds. Tischri 5662. Mon cher oncle.» Levys «lieber Onkel» war Aron Rhein. Tischri ist der erste Monat des jüdischen Kalenderjahres, der zwischen September und Oktober liegt. Die Stundenziffern werden hier durch hebräische Zeichen dargestellt. Die 1833 gegründete jüdische Gemeinde von La Chaux-de-Fonds wuchs schnell und zählte rund 900 Mitglieder, als die lokale Uhrenindustrie um 1900 ihren Höhepunkt erreichte.                                                                                     |
|  | Toramantel aus Endingen |
|  | Dieser Toramantel wurde 1967 im Lagerraum der Synagoge in Endingen (Aargau) gefunden. Es handelt sich bei dem Material um eine französische Seide des 18. Jahrhunderts, die ursprünglich als Damenkleid, vielleicht auch als Hochzeitskleid, verwendet wurde. Es wurde als Toramantel umgestaltet, eine umstrittene, aber vor dem 20. Jahrhundert übliche Praxis. |
|  | Toraschrein aus Solothurn |
|  | Dieser «aron ha kodesh» oder «Heiliger Schrein» wurde für den 1893 eingeweihten ehemaligen Gebetsraum der jüdischen Gemeinde Solothurn angefertigt. Die Inschrift lautet: «Wisse, vor wem du stehst!» Die kleine jüdische Gemeinde musste 1986 ihren Gebetsraum aufgeben, und die Einrichtungsgegenstände wurden zwischen der Jüdischen Gemeinde Bern und dem Jüdischen Museum der Schweiz aufgeteilt. |

## Ausstellungen
- 1976: «10 Jahre Jüdisches Museum der Schweiz»
- 1999: «Tefillin»
- 1999–2000: «Tierkreiszeichen»
- 2000: «Die Rabbiner Ris. Eine Familie in der Region»
- 2002: «Mesusot»
- 2002–2003: «Speisen am Schabbat»
- 2003–2004: «Jüdische Hochzeitsverträge aus der Braginsky Collection, Zürich»
- 2004–2005: «Anne Frank. Eine Familiengeschichte über Grenzen»
- 2005–2006: «Truhe auf Wanderschaft. Eine jüdische Familiengeschichte aus Frankfurt und Basel»
- 2006–2007: «Ins Licht gerückt. Sammlungszugänge der letzten 10 Jahre»
- 2007–2008: «Endingen-Lengnau. Auf den Spuren der jüdischen Landgemeinden im Aargau»
- 2009–2009: «Merkwürdig. Objekte, die aus der Reihe tanzen»
- 2010–2016: «HERZLichen Glückwunsch.» Sonderausstellung zum 150. Geburtstag von Theodor Herzl
- 2010–2014: «…und Hanna und Sarah». Installation im Hof von Renée Levy
- 2011: «Von Neumond zu Vollmond»
- 2011–2012: «Am Übergang. Bar und Bat Mitzwa»
- 2012: «1001 Amulett. Schutz und Magie – Glaube oder Aberglaube?»
- 2014–2016: «Gesucht. Gefunden. Partnerschaft und Liebe im Judentum»
- 2016: «Schweizer Juden. 150 Jahre Gleichberechtigung / Stimmen zur Emanzipation» (Installation im Hof)
- 2016: «Jubiläum! Das Jüdische Museum der Schweiz wird 50»
- 2017: «Altland. Theodor Herzls europäisches Erbe»
- 2017: «Kunst nach Chagall. Das Jahrhundert nach dem Durchbruch» (in Zusammenarbeit mit dem Kunstmuseum Basel)
- 2018–2019: «Das Tagebuch. Wie Otto Frank Annes Stimme aus Basel in die Welt brachte»
- 2019: «ISREALITIES. Sieben fotografische Reisen»
- 2019–2020: «Pässe, Profiteure, Polizei. Ein Schweizer Kriegsgeheimnis»
- 2021–2024: «Buchstäblich jüdisch. Eine Deutungsgeschichte.» Installation in den neuen Räumen in der Vesalgasse 5

## Publikationen
- 2003: Jüdische Hochzeitsverträge aus Italien.
- 2006: Truhe auf Wanderschaft. Eine jüdische Familiengeschichte aus Frankfurt und Basel.
- 2006: Ins Licht gerückt. Sammlungszugänge der letzten 10 Jahre.
- 2007: Endingen-Lengnau. Auf den Spuren der jüdischen Landgemeinden im Aargau.
- 2010: HERZLichen Glückwunsch! Sonderausstellung zum 150. Geburtstag von Theodor Herzl.
- 2011: Gaby Knoch-Mund (Red.): Am Übergang. Bar und Bat Mizwa. Wie werden jüdische Kinder und Jugendliche erwachsen? Basel, ISBN 978-3-033-03025-1.
- 2013: 1001 Amulett. Schutz und Magie – Glaube oder Aberglaube.
- 2014: Gaby Knoch-Mund: Gesucht. Gefunden. Partnerschaft und Liebe im Judentum. Basel, ISBN 978-3-033-04633-7.
- 2018: Caspar Battegay, Naomi Lubrich: Jüdische Schweiz. 50 Objekte erzählen Geschichte / Jewish Switzerland: 50 Objects Tell their Stories. Christoph Merian Verlag, Basel 2018, ISBN 978-3-85616-847-6.
- 2020: Fabio Luks: CHAI – חי. Oder wenn Grabsteine vom Leben erzählen / CHAI – חי. Or when Gravestones Speak of Life. edition clandestin, Biel, ISBN 978-3-905297-99-7.[17]
- 2020: Pandemie und Poesie. Ein jüdisches Lexikon. edition clandestin, Biel, ISBN 978-3-907262-08-5.[18]
- 2021: Naomi Lubrich: Pässe, Profiteure, Polizei. Ein Schweizer Kriegsgeheimnis. edition clandestin, ISBN 978-3-907262-09-2.
- 2022: Naomi Lubrich (Hg.): Geburtskultur: Jüdische Zeugnisse aus der ländlichen Schweiz und dem Umland. Schwabe Verlag, Basel, ISBN 978-3-7965-4607-5.
- 2022: Naomi Lubrich (Hg.): What’s in a Name? 25 Jüdische Geschichten. edition clandestin, ISBN 978-3-907262-34-4.